# Святая Марфа
Свята́я Ма́рфа из Вифании — сестра Лазаря и Марии, упоминавшаяся в Евангелиях (от Луки и Иоанна).

## Этимология
Имя Марта является транскрипцией греч. Μάρθα (ма́рта), которое в свою очередь происходит от сир. ܡܪܬܐ (мо́рто — «госпожа»). Арамейская форма имени появляется в набатейских надписях, найденных в Поццуоли, находящихся в музее Неаполя, и датированных V веком до н. э. (Corpus Inscr. Semit., 158).

## Евангелие от Луки
В Евангелии от Луки (Лк. 10:38—42) рассказывается о Марфе и Марии, её сестре. Они жили вместе в доме в деревне, название которой — неизвестно. Однако там проходил Иисус, «в продолжение пути их пришёл он в одно селение; здесь женщина, именем Марфа, приняла его в дом свой. У неё была сестра, именем Мария». Мария садится в ногах Иисуса и слушает его, в то время как Марфа заботится об угощении. Не успевая приготовить всё, что нужно гостю, она жалуется Иисусу: «Господи! Или тебе нужды нет, что сестра моя одну меня оставила служить? Скажи ей, чтобы помогла мне». Иисус ответил: «Марфа! Марфа! Ты заботишься и суетишься о многом, а одно только нужно; Мария же избрала благую часть, которая не отнимется у неё».

## Евангелие от Иоанна
В Евангелии от Иоанна (Иоан. 11) рассказывается о болезни, смерти и воскресении Лазаря; из этой главы видно, что Лазарь, Мария и Марфа являются братом и сёстрами, а также близкими друзьями Иисуса, поэтому, когда Лазарь серьёзно занемог, Иисуса срочно позвали, опасаясь, что он не успеет проститься с Лазарем. Когда Иисус приблизился к Вифании, Марфа выбежала встречать его; о Марии евангелист Иоанн говорит: «Мария же сидела дома» (Иоан. 11:00). Лазарь умер и был уже в гробу 4 дня. Далее в рассказе Марфа показывает свою сильную веру в Иисуса: «Господи! если бы Ты был здесь, не умер бы брат мой. Но и теперь знаю, что чего Ты попросишь у Бога, даст Тебе Бог.» (Иоан. 11:21). Однако она не понимает сначала ответа Иисуса — «Иисус говорит ей: воскреснет брат твой» (Иоан. 11:23), хотя показывает веру в воскресение в последний день. И на конец диалога Марфа говорит исповедание веры «так, Господи! я верую, что Ты Христос, Сын Божий, грядущий в мир.» (Иоан. 11:27). Воскрешая Лазаря, Иисус будто в ответ на это признание говорит Марфе: «не сказал ли Я тебе, что, если будешь веровать, увидишь славу Божию?» (Иоан. 11:40).

## Образ в кино
| Название                                  | Страна                             | Год  | Режиссёр                   | В роли Марты          | Примечания  |
| ----------------------------------------- | ---------------------------------- | ---- | -------------------------- | --------------------- | ----------- |
| От яслей до креста                        | США                                | 1912 | Сидней Олкотт              | Хелен Линдрот         |             |
| Царь царей                                | США                                | 1927 | Сесил Блаунт Демилль       | Джулия Фэй            |             |
| Иисус из Назарета                         | Великобритания                     | 1956 | Джой Харингтон             | Джессика Спенсер      | мини-сериал |
| Иисус из Назарета                         | Италия · Великобритания            | 1977 | Франко Дзеффирелли         | Мария Карта           | мини-сериал |
| Последнее искушение Христа                | Канада · США                       | 1988 | Мартин Скорсезе            | Пегги Гормли          |             |
| Библейские сказания: Иисус. Бог и человек | Италия · США                       | 1999 | Роджер Янг                 | Мария Кристина Хеллер | мини-сериал |
| Евангелие от Иоанна                       | Великобритания · Канада · США      | 2003 | Филип Сэвилл               | Мариам Браун          |             |
| Иуда                                      | США                                | 2004 | Чарльз Роберт Карнер       | Хасна Тамтабуи        |             |
| Библия                                    | США                                | 2013 | Тони Митчелл               | Сана Музиан           | мини-сериал |
| Сын Божий                                 | США                                | 2014 | Кристофер Спенсер          | Сана Музиан           |             |
| Мария Магдалина                           | Великобритания · США · Австралия   | 2018 | Гарт Дэвис                 | Сара-Софи Бусснина    |             |
| Иисус из Назарета                         | Мексика · США · Испания · Бразилия | 2019 | Рафаэль Лара               | Анна Жулия Доригон    |             |
| Иисус: Его жизнь                          | Великобритания                     | 2019 | Эшли Пирс Адриан МакДауэлл | Элиф Есиль            | сериал      |